# John Ioannidis
John P. A. Ioannidis (New York, 21 agosto 1965) è un medico ed epidemiologo greco e statunitense.
Professore presso la Stanford University, Ioannidis si è occupato di numerosi campi, quali l'evidence based medicine, l'epidemiologia, la ricerca clinica, la statistica e la genomica. Risulta uno degli scienziati più citati ed influenti, con oltre 400.000 citazioni e un indice H pari a 224.
Uno dei temi principali su cui verte la ricerca di Ioannidis è la metodologia scientifica. In merito all'argomento, Ioannidis ha pubblicato nel 2005 un celebre articolo intitolato Why Most Published Research Findings Are False.
Dagli inizi della pandemia di COVID-19, Ioannidis si è schierato contro i lockdown come misura di contenimento della pandemia.

## Biografia
John Ioannidis nacque a New York nel 1965, ma fu cresciuto ad Atene. Si diplomò nel 1984 presso l'Hellenic-America College a Psychiko (Atene), ottenendo il titolo di valedictorian. Sempre nel 1984 ottenne il premio nazionale della Società matematica greca.

Studiò quindi medicina all'Università di Atene, dove si laureò nel 1990 col massimo punteggio della sua classe, e successivamente ottenne un dottorato in biopatologia. Si specializzò poi all'Università di Harvard e all'Università Tufts.
Dal 1998 al 2010 fu presidente del Dipartimento di igiene ed epidemiologia all'Università di Ioannina. 

È attualmente professore di medicina, epidemiologia, statistica e biomedical data science presso l'Università di Stanford.